# El Zapote, Las Rosas
El Zapote är en ort i Mexiko.   Den ligger i kommunen Las Rosas och delstaten Chiapas, i den sydöstra delen av landet, 800 km öster om huvudstaden Mexico City. El Zapote ligger 905 meter över havet och antalet invånare är 127.
Terrängen runt El Zapote är huvudsakligen kuperad, men åt sydväst är den platt. Runt El Zapote är det ganska tätbefolkat, med 67 invånare per kvadratkilometer. Närmaste större samhälle är Venustiano Carranza, 13,4 km väster om El Zapote. Omgivningarna runt El Zapote är en mosaik av jordbruksmark och naturlig växtlighet.